# Institut de Recerca Senckenberg
L'Institut de Recerca Senckenberg (Forschungsinstitut Senckenberg) és una institució que forma part del Museu Senckenberg de Frankfurt del Main. Els científics de l'institut s'ocupen de les col·leccions del museu com a conservadors, però també dins el marc de les seves investigacions. També es dediquen a enriquir-ne les col·leccions amb missions científiques. A més de les investigacions, els científics col·laboren amb els pedagogs del museu per organitzar les col·leccions.

## Científics
- Eduard Rüppell (1794-1884)
- Georg Fresenius (1808-1866)
- Otto Volger (1822-1897)
- Raphael Eduard Liesegang (1869-1947)
- Robert Mertens (1894-1975)
- Tilly Edinger (1897-1967)
- Gustav Heinrich Ralph von Koenigswald (1902-1982)
- Werner Slenczka (1934-)
- Gerhard Storch (1939-)
- Wolfgang Friedrich Gutmann (1935-1997)
- Friedemann Schrenk (1956-)